# Козача бухта
Коза́ча бу́хта (крим. Kozak Körfezi, Коза́чка) — розташована за 15 кілометрів від центру Севастополя, на північний захід мису Фіолент, між Комишевою бухтою і мисом Фіолент, на західній частині Гераклейського півострова. Ця бухта разом з Комишевою бухтою утворює Подвійну бухту. На західному березі Козачої бухти є маленька бухточка Солона, поблизу якої знаходилося солоне озеро, де наприкінці XVIII столітті добували сіль.
З 7 вересня 2023 року місцевість передана до Бахчисарайського району Автономної Республіки Крим.

## Походження назви
У 70-х роках XVIII ст. під час війни з Туреччиною для нагляду за діями турецького флоту по всьому узбережжю були розставлені табори Чорноморських козаків. Один з таборів розміщувався на узбережжі бухти, яку згодом стали називати Козачою.

## Інфраструктура бухти
Наразі Козачка — мікрорайон Севастополя, що динамічно розвивається. Відкрите море, чиста вода, віддаленість від центру міста, а також близькість транспортних розв'язок і комунікацій, — все це робить Козачу бухту популярним місцем відпочинку як для севастопольців, так і для гостей міста.
На узбережжі бухти розташований меморіальний комплекс «Тридцять п'ята берегова батарея», а також пам'ятник Примирення радянських і німецьких солдатів, що загинули під час боїв за Севастополь.
В бухті розташований науково-дослідний центр «Державний океанаріум України» — дельфінарій, де двічі на день проводяться вистави з участю дресованих дельфінів, а також сеанси дельфінотерапії. Також тут розташований яхт-клуб. Крім того, козача бухта відома як найулюбленіше місце підводних мисливців Севастополя.